# 日企
株式会社日企（にちき）はテレビ制作会社。主に日本テレビ制作の番組が中心。設立年月日は1974年4月。

## 所在地
- 東京都港区虎ノ門2-4-1 虎ノ門ピアザビル

## 役員
- 代表取締役会長：赤尾健一
- 代表取締役社長：河野直樹
- 専務取締役：須藤征吾
- 常務取締役：竹村薫
- 取締役：矢坂義之、鈴木郁子、江尻直孝、宇佐見友教

## 主要取引先
- 日本テレビ放送網株式会社
- アットホーム株式会社

## 主要スタッフ
プロデューサー
- 宇佐見友教
- 竹下美佐
- 山口絵梨香
- 加藤宏実
- 須藤大介

演出
- 中澤洋貴
- 田川浩子
- 木下昌洋
- 高宮恵蔵
- 木村元継
- 鍋田拓朗
- 高木悟

ディレクター
- 畠山俊一
- 木村光一
- 恵面亮介
- 岩山高彦
- 満冨洋隆
- 田野辺陽平
- 松本尚也
- 寺下和貴

## 制作番組
2022年現在、数多くの日本テレビの番組制作を請け負っている他にNHK、BS日テレの番組も制作している。
また所ジョージが若手だった頃に出演した番組の制作に携わった事がある縁から、所が出演する主に日本テレビ系番組の制作協力が多い。

### 1974年4月 - 1979年12月
レギュラー番組
単発・特別番組

### 1980年代
レギュラー番組
- お笑いスター誕生!!（NNS系列局一部ネット、1980年4月12日 - 1986年9月27日）
- 勝抜きドンドン歌合戦（NNS系列局全国ネット、1982年2月15日 - 11月1日）
- クイズ笑って許して!（NNS系列局全国ネット、1983年10月18日 - 1985年1月8日）
- SHARPワールドクイズ・カンカンガク学（NNS系列局全国ネット、1984年4月6日 - 1985年6月28日）
- 笑って許して!!（NNS系列局全国ネット、1985年10月15日 - 1986年9月17日）
- ワールドクイズ ザ・びっくり地球人!（NNS系列局全国ネット、1987年4月11日 - 1988年1月16日）
- クイズ・地球NOW（NNS系列局全国ネット、1988年1月23日 - 3月26日）
- クイズ世界はSHOW by ショーバイ!!（NNS系列局全国ネット、1988年10月12日 - 1994年9月28日）
- 面白スタジアム（NNS系列局全国ネット、1989年4月14日 - 1991年9月20日）
- どちら様も!!笑ってヨロシク（NNS系列局全国ネット、1989年10月18日 - 1996年6月19日）

単発・特別番組
- クイズ正月はSHOW by ショーバイ!!（NNS系列局全国ネット、1989年1月4日）
- クイズ4月はSHOW by ショーバイ!!（NNS系列局全国ネット、1989年4月12日）
- クイズ10月はSHOW by ショーバイ!!（NNS系列局全国ネット、1989年10月11日）
- 笑ってヨロシク SHOW by ショーバイ!!（NNS系列局全国ネット、1989年12月27日）

### 1990年代
レギュラー番組
- 世界まる見え!テレビ特捜部 第1期（NNS系列局全国ネット、1990年7月9日 - 1990年9月17日）
- 世界まる見え!テレビ特捜部 第2期（NNS系列局全国ネット、1991年4月15日 - ）
- ナベさんミッちゃんのまねまね天国!（テレビ東京・TXN系列全国ネット、1991年4月16日 - 9月17日）
- 極楽スタジアム（NNS系列局全国ネット、1991年10月 - 1992年9月）
- クイズ どんなMONだい?!（NNS系列局全国ネット、1992年4月21日 - 1994年3月22日）
- 投稿!特ホウ王国（NNS系列局全国ネット、1994年5月1日 - 1996年12月15日）
- 新装開店!SHOW by ショーバイ!!（NNS系列局全国ネット、1994年10月19日 - 1995年9月6日）
- 嗚呼!バラ色の珍生!!（NNS系列局全国ネット、1994年10月27日 - 2001年3月15日）
- 新装開店!SHOW by ショーバイ2（NNS系列局全国ネット、1995年10月18日 - 1996年9月25日）
- 1億人の大質問!?笑ってコラえて!（NNS系列局全国ネット、1996年7月3日 - ）
- 所のジオ玉（NNS系列局一部ネット、1996年10月 - 1997年3月）
- 速報!歌の大辞テン（NNS系列局全国ネット、1996年10月16日 - 2005年3月23日）
- 1億3000万人の投稿!特ホウ王国2（NNS系列局全国ネット、1997年1月12日 - 9月21日）
- いろもん（NNS系列局全国ネット、1997年10月1日 - 1998年9月23日）
- だんトツ!!平成キング（NNS系列局全国ネット、1997年11月2日 - 1998年3月1日）
- ザ!鉄腕!DASH!!（NNS系列局全国ネット、1998年4月12日 - ）
- いろもん貳（NNS系列局全国ネット、1998年10月1日 - 2000年3月30日）
- とりあえずイイ感じ。（NNS系列局一部ネット、1999年4月18日 - 2001年9月30日）

単発・特別番組
- 平成あっぱれテレビ博（NNS系列局全国ネット、1990年1月1日）
- クイズ正月はSHOW by ショーバイ!!（NNS系列局全国ネット、1990年1月3日）
- クイズ春休みはSHOW by ショーバイ!!（NNS系列局全国ネット、1990年3月28日）
- 4月は人気番組でSHOW by ショーバイ!!（NNS系列局全国ネット、1990年4月11日）
- 秋は人気番組でSHOW by ショーバイ!!（NNS系列局全国ネット、1990年10月3日）
- クイズ秋本番SHOW by ショーバイ!!（NNS系列局全国ネット、1990年10月10日）
- クイズ年末はSHOW by ショーバイ!!（NNS系列局全国ネット、1990年12月26日）
- 平成あっぱれテレビ（NNS系列局全国ネット、1991年1月1日 - 2000年1月1日）
- クイズ春満開SHOW by ショーバイ!!（NNS系列局全国ネット、1991年3月27日）
- 4月は人気番組でSHOW by ショーバイ!!（NNS系列局全国ネット、1991年4月3日）
- 10月は人気番組でSHOW by ショーバイ世界まる見えマジカルで笑ってヨロシク（NNS系列局全国ネット、1991年10月2日）
- クイズ秋本番SHOW by ショーバイ!!（NNS系列局全国ネット、1991年10月9日）
- クイズ年末はSHOW by ショーバイ!!（NNS系列局全国ネット、1991年12月25日）
- クイズ春満開SHOW by ショーバイ!!（NNS系列局全国ネット、1992年3月25日）
- 4月は人気番組でSHOW by ショーバイ世界まる見えマジカルで笑ってヨロシク（NNS系列局全国ネット、1992年4月1日）
- 秋は人気番組で!!SHOW by ショーバイ世界まる見えマジカル頭脳で笑ってヨロシクどんなMONだい?!（NNS系列局全国ネット、1992年9月30日）
- たけし・さんま世紀末特別番組!! 世界超偉人100人伝説（NNS系列局全国ネット、1992年10月1日）
- クイズ秋本番SHOW by ショーバイ!!（NNS系列局全国ネット、1992年10月7日）
- クイズ年末はSHOW by ショーバイ!!（NNS系列局全国ネット、1992年12月30日）
- 春は人気番組で!!SHOW by ショーバイ世界まる見えマジカル頭脳で笑ってヨロシクどんなMONだい?!（NNS系列局全国ネット、1993年3月31日）
- クイズ春満開SHOW by ショーバイ!!（NNS系列局全国ネット、1993年4月7日）
- たけし・さんま世紀末特別番組!! 世界超偉人1000人伝説（NNS系列局全国ネット、1993年4月8日）
- 秋は人気番組で!!SHOW by ショーバイ世界まる見えマジカル頭脳で笑ってヨロシクどんなMONだい?!（NNS系列局全国ネット、1993年10月6日）
- クイズ秋本番SHOW by ショーバイ!!（NNS系列局全国ネット、1993年10月13日）
- たけし・さんま世紀末特別番組!! 世界超偉人10000人伝説（NNS系列局全国ネット、1993年10月15日）
- クイズ年末はSHOW by ショーバイ!!（NNS系列局全国ネット、1993年12月29日）
- たけし・さんま世紀末特別番組!! 世界超偉人10万人伝説（NNS系列局全国ネット、1994年1月8日）
- 春は人気番組で!!SHOW by ショーバイ世界まる見えマジカル頭脳で笑ってヨロシク（NNS系列局全国ネット、1994年3月30日）
- たけし・さんま世紀末特別番組!! 世界超偉人100万人伝説（NNS系列局全国ネット、1994年4月1日）
- クイズ春満開SHOW by ショーバイ!!（NNS系列局全国ネット、1994年4月6日）
- 秋は人気番組で!!SHOW by ショーバイ世界まる見えマジカル頭脳で笑ってヨロシク特ホウ王国!（NNS系列局全国ネット、1994年10月5日）
- クイズ秋本番SHOW by ショーバイ!!（NNS系列局全国ネット、1994年10月12日）
- 新装開店!SHOW by ショーバイ!!紅白年末大繁盛スペシャル（NNS系列局全国ネット、1994年12月28日）
- 新装開店!SHOW by ショーバイ!!春の決算大放出スペシャル（NNS系列局全国ネット、1995年3月15日）
- 春は人気番組で!!笑ってヨロシク世界まる見えマジカル頭脳で特ホウ王国!SHOW by ショーバイ!!（NNS系列局全国ネット、1995年3月22日）
- たけし・さんま世紀末特別番組!! 世界超偉人1000万人伝説（NNS系列局全国ネット、1995年3月25日）
- 秋は人気番組で!!マジカル頭脳まる見え特ホウ王国SHOWby笑ってヨロシク!バラ珍もヒッパレ!!（NNS系列局全国ネット、1995年9月28日）
- 新装開店!SHOW by ショーバイ!!激突“上岡vs山城”豪華版炎の決戦スペシャル（NNS系列局全国ネット、1995年10月11日）
- 新装開店!SHOW by ショーバイ2紅白年末大繁盛スペシャル（NNS系列局全国ネット、1995年12月20日）
- たけし・さんま世紀末特別番組!! 世界超偉人5000人伝説（NNS系列局全国ネット、1995年12月29日）
- 春は超人気番組大集合!!マジカル頭脳まる見え特ホウ王国ショーバイ笑ってヨロシクバラ珍ウリナリもヒッパレ!!（NNS系列局全国ネット、1996年3月21日）
- たけし・さんま世紀末特別番組!! 世界超偉人50000人伝説（NNS系列局全国ネット、1996年4月4日）
- 秋は超人気番組大集合!!マジカル頭脳まる見え笑ってコラえてバラ珍特ホウ王国ウリナリもヒッパレ!!（NNS系列局全国ネット、1996年9月26日）
- たけし・さんま世紀末特別番組!! 世界超偉人50万人伝説（NNS系列局全国ネット、1996年10月11日）
- 春は超人気番組大集合!!マジカルまる見えバラ珍コラえて特ホウ特命おしゃれに大辞テンもヒッパレ!!（NNS系列局全国ネット、1997年3月20日）
- たけし・さんま世紀末特別番組!! 世界超偉人500万人伝説（NNS系列局全国ネット、1997年4月2日）
- 秋は超人気番組大集合!!マジカルまる見えバラ珍コラえて200Xウリナリぐるぐる大辞テンもヒッパレ!!（NNS系列局全国ネット、1997年9月25日）
- たけし・さんま世紀末特別番組!! 世界超偉人5000万人伝説（NNS系列局全国ネット、1997年10月2日）
- 春は超人気番組大集合マジカル特命まる見えバラ珍DASHコラえて大辞テンGyu!っとメレンゲぐるぐる快傑おしゃれにヒッパレ!!（NNS系列局全国ネット、1998年3月19日）
- たけし・さんま世紀末特別番組!! 世界超偉人111人伝説（NNS系列局全国ネット、1998年3月26日）
- 秋は超人気番組大集合!!特命まる見え大辞10バラ珍ウリナリGyu!ぐるナイマジカル御殿コラえて!おしゃれにメレンゲ龍DASHでヒッパレ!!（NNS系列局全国ネット、1998年9月24日）
- 春は超人気番組大集合!!電波ウリナリまる見えぐるナイDASH御殿伊東家バラ珍マジカルGyu!メレンゲ大辞10特命笑って龍ヒッパレ（NNS系列局全国ネット、1999年3月18日）
- 秋は超人気番組大集合おもいッきりまる見え伊東家コラえて大辞10バラ珍マジでぐるナイ電波ピカイチDASHヒッパレ200X!!（NNS系列局全国ネット、1999年9月15日）

### 2000年代
レギュラー番組
- ウラ日テレ（NNS系列局関東ローカル、2000年4月3日 - 2001年3月26日）
- ウルトラショップ（NNS系列局全国ネット、2001年10月18日 - 2002年9月12日）
- 世代密林〜ジェネレーションジャングル（NNS系列局一部ネット、2002年4月7日 - 9月29日）
- 所さんの日本ジツワ銀行（NNS系列局全国ネット、2002年10月2日 - 2003年9月24日）
- ジェネジャン（NNS系列局一部ネット、2002年10月6日 - 2003年3月30日）
- エンタの神様（NNS系列局全国ネット、2003年4月19日 - 2010年3月20日）
- トナリの悩みの解決人（NNS系列局全国ネット、2003年10月16日 - 2004年3月4日）
- @サプリッ!（NNS系列局一部ネット、2004年4月4日 - 2005年9月25日）
- サバコン（NNS系列局全国ネット、2004年4月6日 - 9月28日）
- 世界一受けたい授業（NNS系列局全国ネット、2004年10月30日 - ）
- 世界の果てまでイッテQ!（NNS系列局全国ネット、2007年2月4日 - ）
- 今田ハウジング（NNS系列局全国ネット、2007年3月7日 - 2008年3月12日）
- オジサンズ11（NNS系列局全国ネット、2007年10月15日 - 2008年9月8日）
- 人生が変わる1分間の深イイ話（NNS系列局全国ネット、2008年2月25日 - ）

単発・特別番組
- 新世紀あっぱれテレビ（NNS系列局全国ネット、2001年1月1日）
- 平成あっぱれ開運祭!!チョー縁起いいTV!（NNS系列局全国ネット、2002年1月1日 - ）
- サタデーバリューフィーバー オジサンズ11（NNS系列局関東ローカル、2007年3月3日）
- 未知の世界を撮りたい 驚き(秘)映像ハンター!ドリームビジョン（NNS系列局全国ネット、2005年1月9日）
- 未知の世界を撮りたい 驚き(秘)映像ハンター!ドリームビジョン 第2弾（NNS系列局全国ネット、2005年9月18日）
- 20年大河バラエティ!超近現代史!さんま&所が解明!?人間は相変わらずアホか?（NNS系列局全国ネット、2007年4月30日）
- 爆笑スタイルチェンジ（NNS系列局全国ネット、2007年12月30日 - 2008年4月3日）
- タモリ教授のハテナの殿堂?（NNS系列局全国ネット、2008年11月29日）

### 2010年代
レギュラー番組
- ミリオンダイス（NNS系列局全国ネット、2010年1月14日 - 2011年2月17日）
- 不可思議探偵団（NNS系列局全国ネット、2010年4月12日 - 2011年9月12日）
- 未来シアター（NNS系列局全国ネット、2012年4月6日 - 2015年3月27日）
- 沸騰ワード10（NNS系列局全国ネット、2017年4月14日 - ）
- チカラウタ（NNS系列局全国ネット、2017年12月3日 - 2017年12月24日）
- THE突破ファイル（NNS系列局全国ネット、2018年10月25日 - ）

単発・特別番組
- さんま&所の大河バラエティ!超超近現代史!人間は相変わらずアホか!?（NNS系列局全国ネット、2010年3月30日）
- うわっ!ダマされた大賞（NNS系列局全国ネット、2010年7月2日 - ）
- ビートたけし特別主催 おバカンヌNo.1映像祭（NNS系列局全国ネット、2010年9月10日 - 2011年7月8日）
- さんま&所の大河バラエティ!超近現代史III 人間は相変わらずアホか!?（NNS系列局全国ネット、2011年2月22日）
- 池上彰くんに教えたい10のニュース（NNS系列局全国ネット、2011年3月18日）
- 大人気店でドッキリ!ありえない商品 売れる!?売れない!?（NNS系列局全国ネット、2012年5月2日 - ）
- 大河バラエティ!超近現代史4 人間は相変わらずアホか!?（NNS系列局全国ネット、2012年10月9日）
- 池上彰くんに教えたいニュース（NNS系列局全国ネット、2013年5月3日）
- さまぁ〜ずのちょっとだけ変えてみよう!（NNS系列局全国ネット、2014年4月9日 - ）
- 世界!極限アーティストBEST20（NNS系列局全国ネット、2015年3月9日 - ）
- 有吉の壁（NNS系列局全国ネット、2015年4月7日 - ）
- ダイエット・ヴィレッジ（NNS系列局全国ネット、2015年11月11日 - ）
- 内村カメラ（NNS系列局全国ネット、2016年7月17日 - ）
- 世界で笑いと驚きが起きた瞬間200連発!?（NNS系列局全国ネット、2016年11月15日 - ）
- 24時間テレビ40 「愛は地球を救う」（NNS系列局全国ネット、2017年8月26日 - 27日）
  - 日本列島ダーツの旅的 告白の旅
  - 女芸人と耳の不自由な子ども達がマリンバに挑戦!
- ダウンタウンのガキの使いやあらへんで!大晦日年越しSP!絶対に笑ってはいけないトレジャーハンター24時!（NNS系列局全国ネット、2018年12月31日 - 2019年1月1日）

## 関連会社
- 株式会社アガサス
- 全日本テレビ番組製作社連盟